# 経済調査会
一般財団法人 経済調査会（いっぱんざいだんほうじんけいざいちょうさかい）とは、資材価格、工事費、関連指標など建設経済分野の実態調査を行うほか、その情報を定期刊行物や講習会等を通じて提供するなどの事業を展開する価格調査機関。日本経済の調査研究、物価・工事費等の調査を行い、適正な成果や公正な情報を広く一般に提供している。
本部は、東京都港区新橋6-17-15　菱進御成門ビル。

## 概説
元々は当時の経済安定本部（現・内閣府）を主務官庁とする物価や賃金などを調査していた団体で、公益性の高い経済調査や研究を行っていた。
もとは1946年（昭和21年）9月に本多英三郎が東京一ツ木町に東京経済調査会を設立し、混乱する世相の中で諸物価の実態をとりまとめた当時の日本で唯一の価格情報誌である『経済調査報告書・ 物価版』（週刊、その後「経済調査報告書・労働経済版」）を刊行したのが会の始まり。その後、東京経済調査会の事業活動は連合国軍最高司令官総司令部の認めるところとなり、1946年（昭和26年）6月に経済安定本部を主務官庁とする財団法人に改組された。そして翌年1月には会の価格資料が会計検査院の検査参考資料に採用されるなど、社会的な評価をうける。
1954年（昭和29年）2月には、現在も発行する『積算資料』（月刊）を刊行、財団事業の基礎が築かれた。その後の1985年（昭和60年）8月に経済企画庁、ならびに建設省（現・国土交通省）が共管する公益法人として認可され、長く公益事業の実施を通じて社会貢献に努めている。1999年（平成11年）には、価格調査機関としては初めてISO9001の認証を取得。2012年（平成24年）6月には、公益法人改革に対応して一般財団法人として新たなスタートを切り、各種事業内容を刷新しながら現在に至る。
会は建設市場に関わる積算、資材調達のための価格の実態調査を核とした公正な調査研究およびこれに基づく情報開発事業、出版事業等を通じた情報提供機関として一定の社会的な評価がある。

### 出版物等
定期刊行物として「積算資料」「土木施工単価」「建築施工単価」等。住宅情報事業部では住宅やマンションを対象にした「ポケット版シリーズ」を発行している。この他に積算で使用する歩掛を掲載した書籍類を多く刊行している。

## 沿革
参照。